# Гито, Шарль
Шарль Джу́лиус Гито́ (англ. Charles Julius Guiteau; 8 сентября 1841, Фрипорт, штат Иллинойс — 30 июня 1882, Вашингтон) — американский проповедник, писатель и адвокат, убийца 20-го президента США Джеймса Гарфилда.

## Биография
Шарль Гито родился 8 сентября 1841 года в городе Фрипорт, штат Иллинойс, и был четвёртым из шести детей Лютера Уилсона Гито (потомка французских гугенотов) и Джейн Хау.
В 1851 году Шарль Гито переехал в соседний штат. В 1855 году умерла его мать и он вернулся во Фрипорт в штате Иллинойс. Унаследовал от своего деда 1000 долларов (около 25 900 в долларовом эквиваленте 2012 года) и переехал в Анн-Арбор в штате Мичиган для поступления в Мичиганский университет. Вследствие недостаточной академической подготовки он провалил вступительные экзамены, однако сумел сдать экзамен в местную адвокатскую палату и получить адвокатскую лицензию, не имея юридического образования. Он также вступил в утопическую религиозную общину Онайда, с которой был связан и его отец. Гито боготворил основателя коммуны Джона Нойеса, выражая своё доверие, однако сам Нойес считал его ненормальным. Несмотря на исповедавшийся в Онайде принцип свободной любви, Гито не пользовался популярностью у коммунарок (после казни у него обнаружили фимоз) и заслужил прозвище «Gitout» (созвучно англ. get out — пошел вон, убирайся). Гито дважды покидал коммуну, перебравшись в Хобокен, пытаясь открыть газету The Daily Theocrat для проповеди идей коммуны, но потерпел неудачу. Не получив поддержки Нойеса, он пытался засудить его. Несмотря на осуждение членов коммуны и собственного отца, считавшего, что его сын одержим дьяволом, сам Гито считал свои действия божественно вдохновлёнными и видел свою судьбу в том, чтобы «проповедовать новое Евангелие», как апостол Павел.
Затем Гито перебрался в Чикаго, где безуспешно работал адвокатом по банкротствам и долговым обязательствам, собирая и присваивая деньги клиентов. После в конце 1870-х он вновь обратился к богословию, написав книгу «Истина», целиком состоящую из переработок идей Нойеса. Гито колесил из города в город, выступая перед желающими в церквях и религиозных обществах. В 1880 году он оказался в Бостоне, откуда уехал из-за подозрения в присвоении денег. 11 июня 1880 года он был пассажиром парохода «Стонингтон», когда тот столкнулся с судном «Наррагансетт» ночью в сильном тумане. «Стонингтон» смог вернуться в порт, но «Наррагансетт» сгорел до ватерлинии и затонул вместе с 50 пассажирами. Хотя ни один из пассажиров на «Стонингтоне» не был ранен, инцидент сильно впечатлил Гито, полагавшего, что высшие силы пощадили его для более высокой цели.
Тогда интерес Гито повернулся к политике. Он написал речь в поддержку Улисса С. Гранта под названием «Грант против Хэнкока», которое он изменил на «Гарфилд против Хэнкока» после того, как Гарфилд выиграл республиканскую номинацию в президентской кампании 1880 года. Гито переделал речь, выбросив любое упоминание о Гранте в самой речи.
Гито сделал всего два выступления, и его копии были переданы членам Республиканского национального комитета на их летней встрече 1880 года в Нью-Йорке. Сам Гито считал себя в значительной степени ответственным за победу Гарфилда и настаивал, что за его якобы жизненно важную помощь, по обычаю дележа добычи, его следует назначить консулом. Сначала он хотел стать консулом в Вене, но потом передумал и стал требовать места в Париже. Личные просьбы Гито Гарфилду и его кабинету как одному из многих республиканских функционеров, ищущих работу, которые каждый день выстраивались в очередь, чтобы увидеть их лично, постоянно отвергались, как и его многочисленные письма. В это время Гито был обездолен и вынужден был перебираться из дома в дом, не платя за своё проживание и питание, и ходить по заснеженному Вашингтону в изношенном костюме, без пальто, шляпы и зимней обуви. Он проводил дни в гостиничных лобби, читая выброшенные газеты, чтобы следить за деятельностью Гарфилда и его кабинета, и пользовался бесплатными канцелярскими принадлежностями отелей, чтобы написать им письма, в которых он настаивал на своём назначении консулом. Весной он все ещё был в Вашингтоне, а 14 мая 1881 года он ещё раз лично встретился с государственным секретарём Джеймсом Дж. Блейном и поинтересовался консульским назначением. Раздражённый Блейн огрызнулся: «Никогда не говорите со мной снова о консульстве в Париже, пока вы живы!»

## Убийство президента Гарфилда
Когда ожидания Гито о назначении консулом не сбылись, он был разгневан и решил убить Гарфилда. Гито убедил себя, что Гарфилд собирается уничтожить Республиканскую партию (возможно, и США) тем, что собирается сломать систему «дележа добычи», и после его последней встречи с Блейном он решил, что единственно правильным решением было «удалить» Гарфилда и поднять вице-президента Честера А. Артура до поста президента.
Гито почувствовал, что Бог сказал ему убить президента; он считал, что такой акт будет «удалением», а не убийством. Он также считал, что Гарфилда нужно убить, чтобы избавить Республиканскую партию от государственного секретаря Джеймса Дж. Блейна. Он занял у родственника Джеймса Мейнарда 15 долларов и купил в магазине O’Meara револьвер «Бульдог» в дорогом исполнении, со щечками рукоятки из слоновой кости. Гито хотел, чтобы револьвер выгодно смотрелся в музее, куда он попадет после покушения. Правда, он прогадал: в настоящее время никто не знает, где находится этот револьвер.
2 июля 1881 года Гито выстрелил из револьвера в президента США Гарфилда. 19 сентября Джеймс Гарфилд скончался от сепсиса и гангрены.
Адвокаты требовали признать Гито невменяемым, однако призванный для экспертизы Эдвард Чарльз Спицка смог убедить суд в его способности отвечать за свои поступки — прежде всего, из-за эгоизма и желания привлечь к себе внимание. Процесс Гито и его вызывающее поведение стали сенсацией в прессе, чему он нескрываемо радовался и не обращал внимания на ненависть общественности. Сидя в тюрьме, Гито писал о судебном деле и готовился совершить лекционный тур и даже баллотироваться на выборах 1884 года. Тем не менее суд приговорил подсудимого к смертной казни и 30 июня 1882 года Гито был повешен: перед смертью он улыбался, почти что танцевал на эшафоте, жал руку палачу и вдохновенно декламировал стихотворение собственного сочинения. Тело Гито было отдано его родственникам, у которых не было денег на похороны, и потому оно было закопано в углу двора. Однако на волне ажиотажа скупки фрагментов верёвки, на которой Гито был повешен, возникло опасение, что труп украдут. Тело было эксгумировано и отправлено в Национальный музей здравоохранения и медицины в штате Мэриленд, где сохранился мозг Гито, а также обнаруженная при вскрытии увеличенная селезёнка и отбелённый скелет.

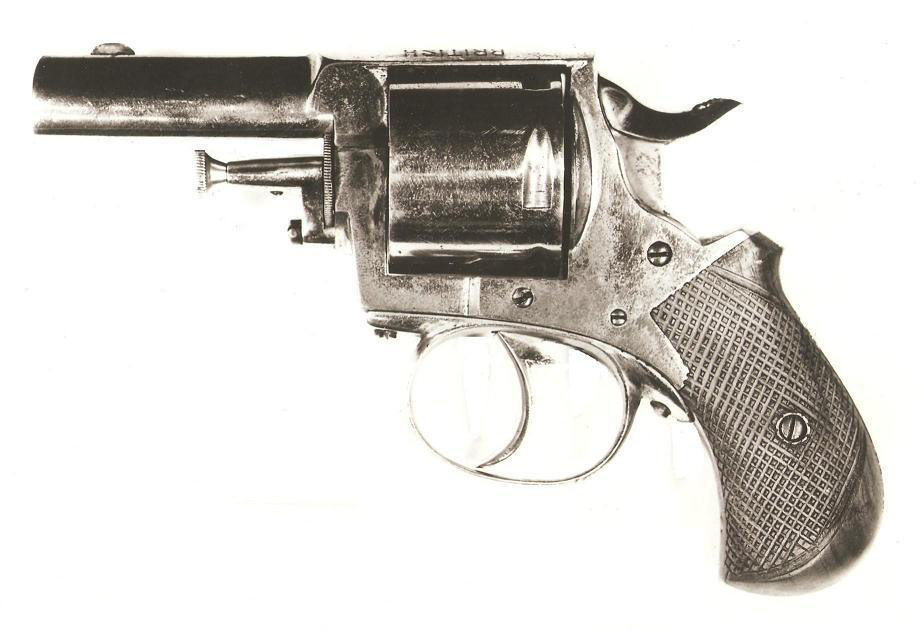
Револьвер, из которого Гито стрелял в Джеймса Гарфилда
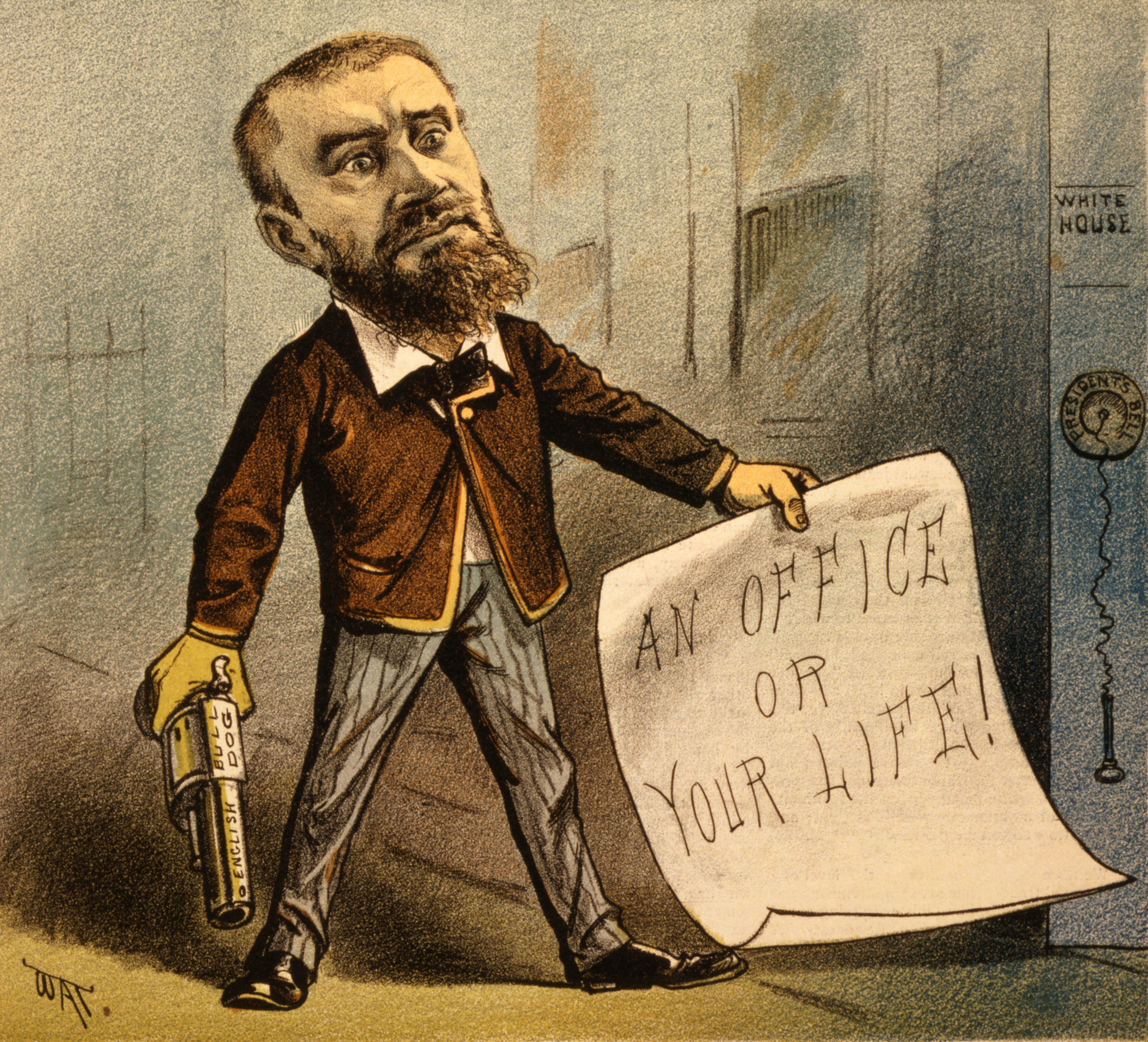
Карикатура на Гито. На плакате, который он держит, написано: «Должность или жизнь!»